# Hexansäurehexylester
Hexansäurehexylester ist eine chemische Verbindung aus der Gruppe der Ester und ist der Hexylester der Hexansäure.

## Vorkommen
Hexansäurehexylester kommt natürlich in Passionsfrüchten und anderen Früchten vor.

## Gewinnung und Darstellung
Hexansäurehexylester kann durch Reaktion von Hexylalkohol mit Calciumbromat und Bromwasserstoff bei 30 °C gewonnen werden.

## Eigenschaften
Hexansäurehexylester ist ein farblose Flüssigkeit.

## Verwendung
Hexansäurehexylester wird als Aromastoff verwendet.